# Пасп'є
Пасп'є́ (фр. passe-pied) — старовинний французький танець бретонського походження, який виконували у супроводі волинки зі співом. Музичний розмір — 3/4 або 3/8, починається із затакту. Подібний до менуету, пасп'є з XVII ст. став придворним танцем. У балетних танцях його використовували А. Кампра, Ж.-Ф. Рамо, К.-В. Глюк та інші композитори.
Приклади використання цього танцю в інструментальній музиці включають:
- Бах Йоганн Себастьян
  - Англійська сюїта № 5 мі мінор (BWV 810)
  - Партіта для клавіра № 5 соль мажор (BWV 829)
  - Увертюра для оркестру № 1 до мажор (BWV 1066)
- Дебюссі Клод
  - Бергамаська сюъта, четверта частина